# Jean-Paul Brusset
Pour les articles homonymes, voir Brusset.
 (septembre 2013).
Jean-Paul Brusset (23 juin 1909 à Remoulins - 14 août 1985 à Marseille) est peintre décorateur et illustrateur français.

## Biographie
- Si vous ne connaissez pas le sujet, laissez ce bandeau (vous pouvez alors contacter les auteurs).
- Si vous supprimez le contenu mis en cause (vous pouvez préalablement contacter les auteurs),

argumentez précisément cette suppression dans la page de discussion
(un manque de référence n'est pas un argument ; une recherche réelle de référence doit avoir été effectuée, être formellement documentée).
Paul Brusset est le fils unique de Jean Brusset et de Germaine Tourtel. Paul Brusset se fait appeler plus tard Jean-Paul. Son père mobilisé en 1915 meurt pour la France sur le front de Champagne alors que Jean-Paul a 6 ans. Après des études primaires à Remoulins, Brusset fait ses études secondaires à Uzès. Puis à l'âge de 18 ans, il rejoint sa mère à Paris et suit les enseignements de l'École des Arts Appliqués et des Arts Décoratifs, située près de l'École Normale Supérieure où entrera son cousin germain Henry Brusset en 1933. L'ami et condisciple de son père à la Faculté de Pharmacie de Montpellier, Édouard Barthe, devenu questeur à l'Assemblée Nationale, l'aida beaucoup dans son envol.
Il étudie la fresque avec Paul Baudoüin, la sculpture avec Robert Wlérick et la peinture avec Wienski[Qui ?].
À l'âge de 20 ans, il est reçu au Salon d'Automne et y vend sa première toile le Pont d'Avignon à un collectionneur suisse puis il participe au Salon des Tuileries, au Salon des Peintres Témoins de leur Temps et à l'École de Paris à la Galerie Charpentier.[réf. nécessaire] Tristan Bernard qui le prend en amitié préface le catalogue de sa première exposition particulière : « Merci Jean Paul Brusset pour m'avoir fait voyager si agréablement, sans la crainte de la poussière dans l'œil ou des coups de soleil
En 1937, Brusset qui participe à l'Exposition universelle, décore les pavillons « La Femme » et « Vins de France ». L'imprimeur d'art Daniel Jacomet édite une sélection d'entre mille de ses dessins dans un album préfacé par le Président de la République Albert Lebrun. Il réalise des gravures sur bois pour illustrer des romans policiers de Gaston Leroux avec le fils duquel il noue une longue amitié. Il expose à la galerie Marcel Bernheim.
Il redescend dans le Midi où, en 1938 il épouse à la mairie de Cannes la danseuse classique et chorégraphe Marika Rivera, fille de Marevna, peintre russe et première femme cubiste, et du peintre et muraliste mexicain Diego Rivera. Ils auront un fils, Jean Diego, en 1941. Brusset est mobilisé dans la Marine à Toulon quand la guerre éclate, mais le gouvernement Paul Reynaud le mandate pour réaliser un album d'illustrations de la France en Guerre 1939-40. Dans ces années-là et après la guerre Brusset travaille alors à la direction artistique du Palm Beach de Cannes. Il dessine les costumes et peint les décors des spectacles de sa femme. Il signe la décoration de tous les grands galas du Palm Beach et du Festival International du Film. Il décore le Bal des Petits Lits Blancs. Il crée le Paradise Club qui se reproduit jusqu'à New York, et avec Jean Cocteau qui devient son ami, il décorera le cabaret Le Bœuf sur le toit.
En 1942, Brusset et sa femme Marika partent pour Alger puis Tunis rejoindre les Forces Françaises Libres. Brusset y assure la direction artistique de l' album "Tunisie 45: reconstruire, bâtir" achevé d' imprimer le 8 mai 1945, jour du deuxième anniversaire de la libération de Tunis et rédigé sous les auspices de "son altesse Sidi Lamine Pacha Bey étant Bey de Tunis et du général Mast, étant résident général de France à Tunis".  Marevna a la tâche d'éduquer le petit Jean Diego. Après le Débarquement, ils reviennent sur la Côte d'Azur. Après avoir demandé le divorce d'avec Marika en 1946, Brusset se lie d'amitié avec Marguerite et Aimé Maeght qui créent la fondation portant leur nom.
Aimé Maeght qui aime bien Brusset l'appelle affectueusement « mon petit Paul » expose ses œuvres de chevalet dans sa galerie parisienne, rue de Téhéran. Il décore pour un autre ami du Village, Paul Roux le Bar de la Colombe d'Or. Marevna séjourne et peint à St Paul et Marika y fait la connaissance de Rodney Phillips. Ils se lient d'amitié avec Jacques Prévert puis partent pour le Royaume-Uni où ils se marient et ont un fils, Elie, et ils s'installent en 1949 au manoir d'Athelhampton.
Brusset s'expatrie en 1948 aux États-Unis, il fait un détour par le Venezuela dont l'État lui commande une série de 24 nouveaux timbres. En escale à San Juan de Porto Rico, il décore le Gala « Nuits de Paris » donné au Caribe Hilton à l'occasion du vernissage de son exposition. En 1951, pour célébrer l'anniversaire des 2000 ans de la capitale française, Paul Claudel, ambassadeur de France à Washington, préface le catalogue de l'exposition Paris by Brusset. L'exposition est présentée à Memphis, New York, Dallas, Baton Rouge, Miami, Sarasota, San Francisco,et également à Montréal et Toronto. Brusset reçoit la distinction de Citoyen d'Honneur de la Nouvelle-Orléans et de Colonel d'Honneur de la Garde du Gouverneur de la Louisiane, titres jamais conférés à un étranger. Il se remarie avec une Américaine, Margaret Tatum, fille d'un universitaire.

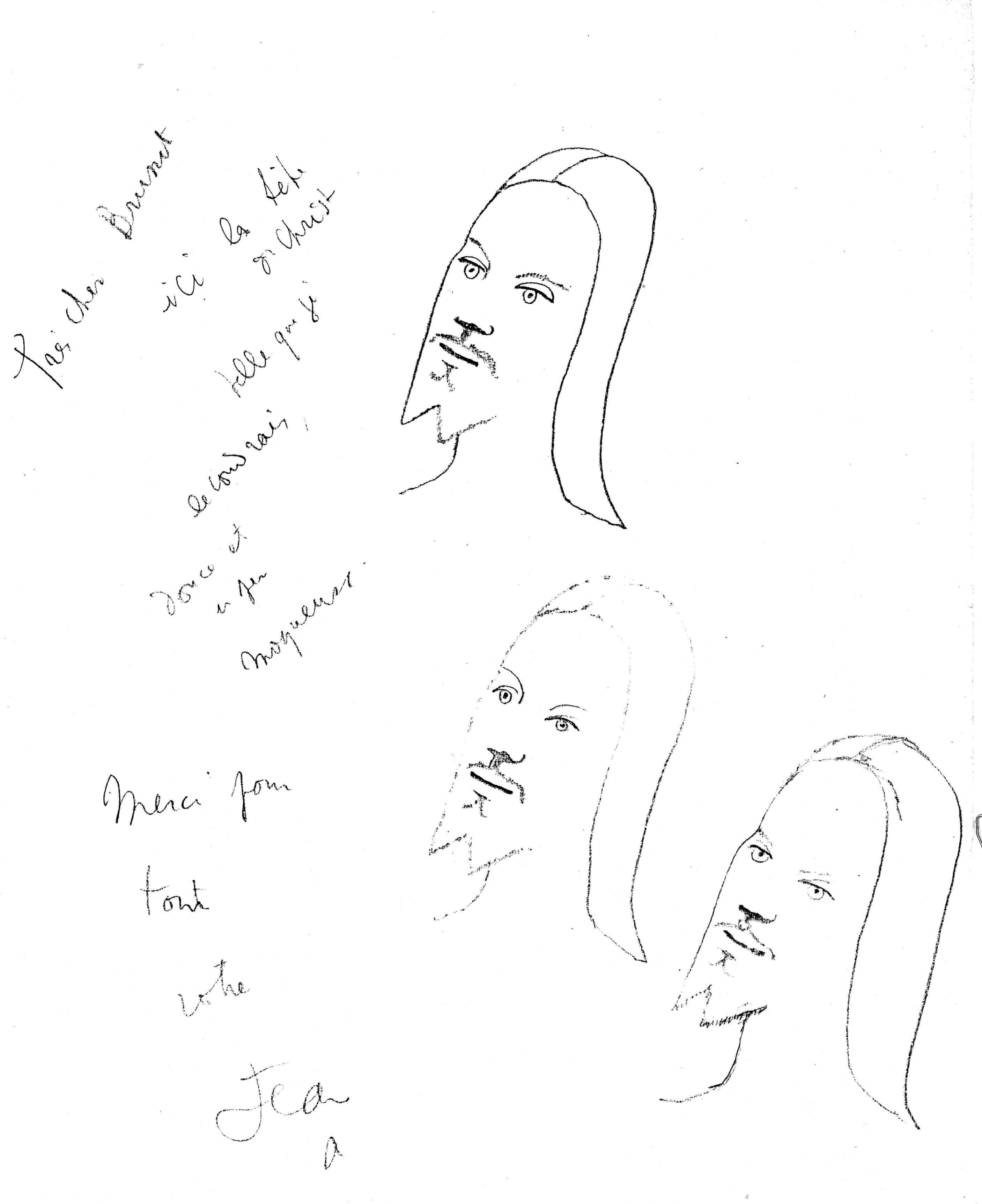
Lettre de Jean Cocteau à Jean-Paul Brusset : « Très cher Brusset, ici la tête du Christ telle que je la voudrais, douce et un peu moqueuse. Merci pour tout, votre Jean », avec une esquisse pour la chapelle de Villefranche-sur-Mer

Le couple part pour la France en 1955 et s'installe sur la Côte d'Azur. Brusset s'intéresse à la céramique à Vallauris et obtient le "Prix International de la Céramique de Genève". En 1956 il retrouve Jean Cocteau à Villefranche-sur-mer. Ce dernier lui demande sa collaboration pour l'exécution du travail graphique des fresques de la chapelle Saint-Pierre de Villefranche-sur-Mer (classé Monument historique en 1996,) et de la salle des Mariages de la Mairie de Menton, d'après les esquisses qu'il lui confie. Seul le travail de la chapelle est exécuté car un différend oppose Jean Cocteau et Margaret Tatum Brusset. Néanmoins Cocteau reconnaissant dédie en 1957 à Jean Paul Brusset un texte élogieux où il écrit entre autres : « L'âme de Brusset mélange la malice et le rêve, une culture profonde et l'amour des besognes grandes ou petites ... cette chapelle est inspirée, elle se fait toute seule .Plus tard, Margaret incite son mari à vendre pratiquement la totalité des esquisses de Villefranche et de Menton que lui avait laissées Cocteau .Il les vend à un riche collectionneur New Yorkais, amateur du Poète .
Revenu à Paris en 1958 avec son épouse, il expose à la galerie Vendôme où l'État lui achète une toile. Mais malade, il part en Espagne, non sans avoir conclu tout d'abord un contrat avec la grande galeriste Katia Granoff. Ce contrat durera 10 ans. Granoff organise des expositions dans ses galeries à Paris, Place Beauvau, Quai Conti, à Honfleur et à Cannes.Poète à ses heures, elle rédige de magnifiques préfaces pour les catalogues des expositions et écrit dans l'une d'elles : « Enfin voici venus la plénitude, la sérénité et ... le succès. Tournant le dos aux vaines fluctuations de ce qu'on appelle, hélas avec raison, ce Marché de la Peinture, il contemple les grandes étendues bleues et grises où dans le ciel fuient les fantasques nuages ...où la mer balance des coques fragiles... l'envoûtement se résout en délectation où l'on voit se former et s'imposer un grand style à quoi se reconnaît un créateur véritable, Bonjour Monsieur Brusset ».
En Espagne il expose à la galerie Skira de Madrid, à Malaga, à Bilbao, à Salalibros et à Saragosse.L'éloge de la critique espagnole est unanime. Il fait construire une maison sur la Costa Dorada qu'il décore amoureusement d'anciens panneaux de bois sculpté, de céramiques et de fer forgé pour sa femme, qui disparaîtra à son immense douleur quelques années plus tard .
En 1971, revenu aux sources il fait l'acquisition d'un vieux mas du XVIIIe siècle à Tarascon et ses dépendances qu'il aménage également avec art. Il devient l'ami du maire des Baux de Provence, Raymond Thuilier qui connaissait l'ancien ami et collègue de Brusset au Palm Beach, René Louvat.
Raymond Thuilier organise en 1980 une exposition : la Provence de Brusset à l'occasion du 150e anniversaire de la naissance du grand poète Frédéric Mistral. Mistral voulait faire des Baux-de-Provence la capitale de la région provençale. Raymond Thuillier écrit notamment dans la préface du catalogue de l'exposition de 1980 : « Brusset...un peintre qui interprète cette Provence pour le plaisir des yeux et pour la sérénité de l'esprit. Une peinture forte, puissante, riche en nuances, où les gris se confondent et de mêlent aux bleus, aux violets et aux roses; une symphonie de couleurs irréelle et divine ».
Dans son mas, Brusset édite enfin son Album Paris de 18 lithographies originales de la capitale, signées de sa main et numérotées. L'album est publié en plusieurs centaines d'exemplaires (standard et de luxe) avec la belle préface que lui avait dédiée Jean Cocteau à cet effet. Il tombe de nouveau malade. Il vend son mas car la gestion de celui-ci lui est devenue trop lourde. Il s'installe alors dans un petit appartement du vieux village de Saint-Paul-de-Vence, sur le rempart est. Madame De Félix, directrice du Palm Beach de Cannes, lui prête une salle dans les étages de l'établissement, afin qu'il entrepose son surplus de tableaux et de meubles. Il se fait opérer malgré l'avis du professeur Mercier, ayant insisté très longtemps, et malheureusement meurt des suites de l'intervention le 14 août 1985 à l'âge de 75 ans.
Il repose aujourd'hui dans le caveau des Brusset au Cimetière protestant de Nîmes.